# Frank Sinclair
Frank Mohammed Sinclair (ur. 3 grudnia 1971 w Londynie) – piłkarz jamajski grający na pozycji środkowego obrońcy.

## Kariera klubowa
Sinclair urodził się w Lambeth, dzielnicy Londynu. Pierwszym klubem w jego karierze była tamtejsza Chelsea F.C. W 1988 roku trafił do drużyny młodzieżowej, a w 1991 roku trafił do składu pierwszej drużyny. 6 kwietnia zadebiutował w Division One w zremisowanym 3:3 spotkaniu z Luton Town. Nie mając miejsca w składzie Chelsea został latem na pół roku wypożyczony do West Bromwich Albion, występującego w Division Three, ale wiosną powrócił do stołecznego zespołu. Od 1992 roku stał się podstawowym zawodnikiem zespołu i przez 3 lata był czołowym obrońcą zespołu. W sezonie 1995/1996 stracił miejsce w podstawowym składzie i w następnych trzech sezonach częściej był rezerwowym w zespole "The Blues". W 1997 roku zdobył Puchar Anglii, a w 1998 - Puchar Ligi Angielskiej. Dla Chelsea rozegrał 169 ligowych spotkań i strzelił 7 goli.
14 sierpnia 1998 roku Frank podpisał kontrakt z Leicester City. Kosztował 2 miliony funtów, a w jego barwach zadebiutował 15 sierpnia w zremisowanym 2:2 wyjazdowym meczu z Manchesterem United. W Leicester od początku występował w wyjściowej jedenastce, ale w 1999 roku ochrzczono go przydomkiem "Own Goal", gdy w 1999 roku zaliczył dwa samobójcze trafienia w ciągu dwóch tygodni, w spotkaniach z Arsenalem i Chelsea. W 2000 roku zdobył z "Lisami" zdobył Puchar Ligi. Z kolei w 2001 roku został ukarany dyscyplinarnie za incydent na lotnisku Heathrow, kiedy to wraz z graczami Chelsea upił się. W 2004 roku nie przedłużono z nim kontraktu, a w koszulce Leicester zagrał 164 razy i zdobył 3 gole (w sezonie 2002/2003 grał na zapleczu Premiership).
Latem 2004 Sinclair na zasadzie wolnego transferu przeszedł do Burnley F.C. W drużynie tej występował przez trzy lata i zdobył tylko jedną bramkę w ponad 90 rozegranych spotkaniach. Na początku 2007 roku został wypożyczony do Huddersfield Town, w którym grał w Football League One, a latem przedłużył kontrakt z tym klubem. W 2008 roku opuścił Burnley. 1 lipca tego samego roku trafił do Lincoln City. W marcu 2009 roku wypożyczony go do Wycombe Wanderers, gdzie zagrał w dziewięciu meczach. Następnie Sinclair opuścił Lincoln City i pozostał bez klubu.
25 sierpnia 2009 roku zawodnik przeszedł do Wrexham.

## Kariera reprezentacyjna
W reprezentacji Jamajki Sinclair zadebiutował w 1998 roku, kiedy zdecydował się reprezentować kraj swoich przodków. W tym samym roku został powołany przez selekcjonera René Simõesa do kadry na Mistrzostwa Świata we Francji. Tam zagrał we wszystkich trzech spotkaniach: przegranych 1:3 z Chorwacją i 0:5 z Argentyną oraz wygranym 2:1 z Japonią. Ostatni mecz w "Reggae Boyz" rozegrał w 2001 roku. Łącznie w kadrze Jamajki wystąpił 28 razy i zdobył jednego gola.